# Vultur regal
Vulturul regal (Sarcoramphus papa) este o specie de păsări din familia Cathartidae, unicul reprezentant al genului Sarcoramphus, deși sunt cunoscuți membri fosili. Acest vultur trăiește predominant în pădurile tropicale de câmpie care se întind din sudul Mexicului până în nordul Argentinei.
Vulturii regali au fost figuri populare în codurile mayașe, precum și în folclorul și medicina locală. Deși sunt clasificați în prezent de IUCN ca fiind de îngrijorare redusă, numărul lor este în scădere, în principal din cauza pierderii habitatului.

## Taxonomie și sistematică
Vulturul regal a fost descris inițial de Carl Linnaeus în 1758 în cea de-a zecea ediție a lucrării sale Systema Naturae ca Vultur papa, specimenul tip colectat inițial în Surinam. A fost reatribuit genului Sarcoramphus în 1805 de zoologul francez André Marie Constant Duméril. Numele generic este un compus neolatin format din cuvintele grecești σάρξ (sarx, „carne”, a cărui formă combinată este σαρκο-) și ῥάμφος (rhamphos, „ciocul strâmb al păsării de pradă”). Numele genului este adesea scris greșit ca Sarcorhamphus. Pasărea a fost, de asemenea, atribuită genului Gyparchus de Constantin Wilhelm Lambert Gloger în 1841, dar această clasificare nu este utilizată în literatura modernă, deoarece Sarcoramphus are prioritate. Numele speciei este derivat din cuvântul latin papa „episcop”, făcând aluzie la faptul că penajul păsării seamănă cu îmbrăcămintea unui episcop. Cea mai apropiată rudă vie a vulturului regal este condorul andin, Vultur gryphus. Unii autori au inclus aceste specii într-o subfamilie separată de ceilalți vulturi din Lumea Nouă, deși majoritatea autorilor consideră această subdiviziune inutilă.
Era numită cozcacuauhtli în limba nahuatl, derivat din cozcatl „guler” și cuauhtli „pasăre de pradă”.

## Descriere

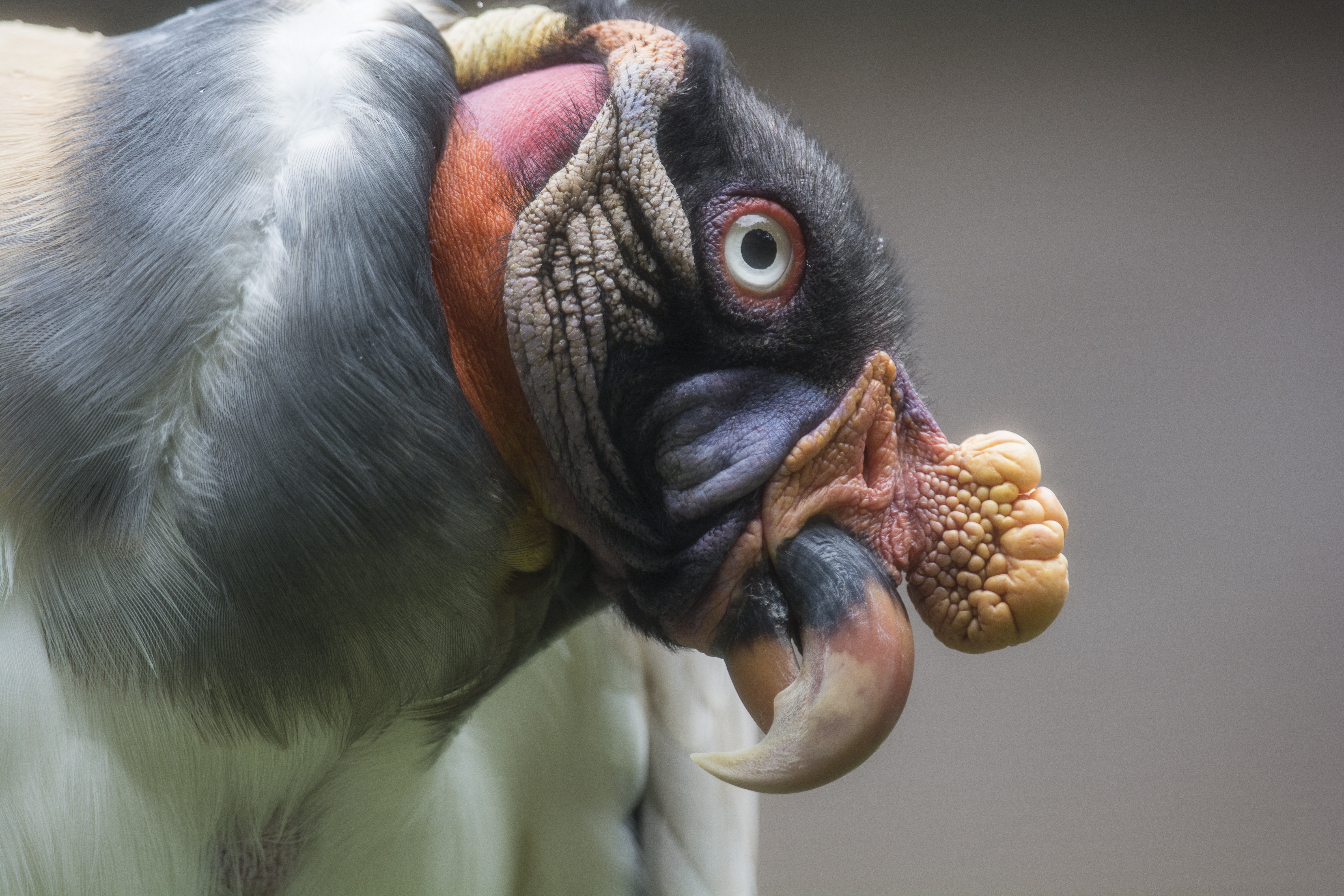
Vedere laterală a capului, care arată capul și ciocul colorat caracteristic al vulturului regal

Cu excepția celor două specii de condor, vulturul regal este cel mai mare dintre vulturii din Lumea Nouă. Lungimea sa totală variază între 67 și 81 cm iar anvergura aripilor este de 1,2 până la 2 metri. Greutatea sa variază între 2,7 și 4,5 kg. Pasăre impunătoare, vulturul regal adult are un penaj predominant alb, cu o ușoară nuanță de galben-roz. În contrast puternic, aripile, penele de zbor și coada sunt gri închis până la negru, la fel ca și gulerul gros și proeminent. Capul și gâtul sunt lipsite de pene, pielea având nuanțe de roșu și purpuriu pe cap, portocaliu aprins și galben pe gât. Pe cap, pielea este încrețită și îndoită, iar deasupra ciocului portocaliu și negru este atașată o creastă aurie neregulată foarte vizibilă.
Vulturul regal are, în raport cu mărimea sa, cel mai mare craniu și cea mai mare carcasă cerebrală, precum și cel mai puternic cioc dintre vulturii din Lumea Nouă. Acest cioc are un vârf cârligat și o margine tăioasă ascuțită.  Pasărea are aripi largi și o coadă scurtă, lată și pătrată. Irisul ochilor săi este alb și mărginit de sclerotica de un roșu aprins. Spre deosebire de unii vulturi din Lumea Nouă, vulturul regal nu are gene. De asemenea, are picioare gri și gheare lungi și groase.
Vulturul are un dimorfism sexual minim, fără diferențe de penaj și cu dimensiuni reduse între masculi și femele. Vulturul tânăr are un cioc și ochi întunecați și un gât gri, pufos, care începe curând să devină portocaliu ca la adult. Vulturii mai tineri sunt în general de un gri argintiu și, deși arată similar cu adultul până în al treilea an, nu își schimbă complet penajul în cel al adultului până la vârsta de aproximativ cinci sau șase ani.
Capul și gâtul vulturului sunt lipsite de pene, ca o adaptare pentru igienă, deși există peri negri pe unele părți ale capului; această lipsă de pene împiedică bacteriile din carnea pe care o mănâncă să îi strice penele și expune pielea la efectele sterilizante ale soarelui. Păsările imature cu pene întunecate pot fi confundate cu vulturii-curcani, dar zboară cu aripi plate, în timp ce adulții cu pene palide ar putea fi confundați cu tantalul american, deși gâtul și picioarele lungi ale acesteia din urmă permit recunoașterea ușoară de la distanță.

## Distribuție și habitat
Vulturul regal locuiește pe o suprafață estimată de 14 milioane de kilometri pătrați între sudul Mexicului și nordul Argentinei. În America de Sud, nu trăiește la vest de Anzi, cu excepția vestului Ecuadorului, nord-vestului Columbiei și nord-vestului îndepărtat al Venezuelei. Locuiește în principal în păduri tropicale neperturbate de câmpie, precum și în savane și pășuni cu aceste păduri în apropiere.
În general, vulturii regali nu trăiesc la peste 1.500 metri, deși sunt întâlniți pe alocuri la 2.500 metri altitudine la est de Anzi și au fost rareori înregistrați până la 3.300 metri. Ei locuiesc la nivelul pădurilor emergente sau deasupra coronamentului. Rămășițe din Pleistocen au fost recuperate din provincia Buenos Aires din centrul Argentinei, la peste 700 km sud de aria sa actuală de răspândire, ceea ce a dat naștere la speculații cu privire la habitatul din acea perioadă, care nu fusese considerat adecvat.

## Comportament

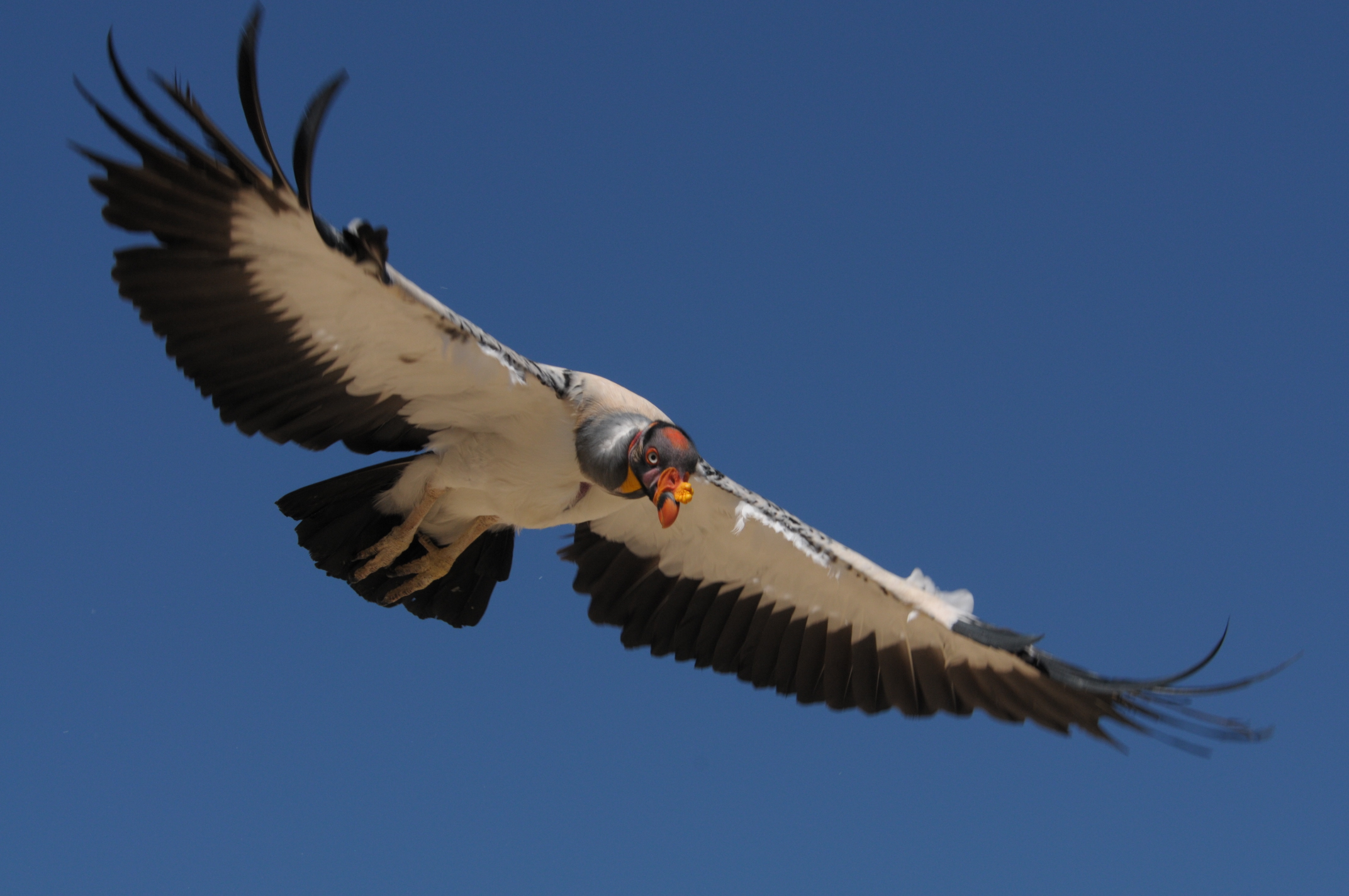
În zbor

Vulturul regal zboară ore întregi fără efort, dând din aripi doar rareori. În timpul zborului, aripile sale sunt ținute plate, cu vârfurile ușor ridicate, iar de la distanță vulturul poate părea că nu are cap în timpul zborului. Bătăile sale de aripi sunt profunde și puternice. În ciuda mărimii și a coloritului său strident, acest vultur trece neobservat atunci când este cocoțat în copaci. În timp ce este cocoțat, își ține capul coborât și împins în față. Nu este migrator și, spre deosebire de vulturul-curcan, urubuul mic cu cap galben și urubuul negru american, trăiește în general singur sau în grupuri familiale mici. Vulturii regali au trăit până la 30 de ani în captivitate, deși un mascul transferat de la grădina zoologică din Sacramento la grădina zoologică din Queens are peste 47 de ani. Vivian, o femelă vultur regal de la Cameron Park Zoo din Waco, a împlinit 70 de ani în 2022 și este cel mai bătrân vultur regal cunoscut dintr-o instituție acreditată AZA (Association of Zoos and Aquariums).
Durata lor de viață în sălbăticie este necunoscută. Acest vultur folosește urohidroza, defecând pe picioare, pentru a-și scădea temperatura corpului. Vulturul regal nu are cutie vocală, deși poate scoate sunete joase și sunete șuierătoare în timpul curtării, și clămpănit din cioc atunci când este amenințat. Singurii săi prădători naturali sunt șerpii, care pradă ouăle și puii vulturului, și felinele mari precum jaguarul, care pot surprinde și ucide un vultur adult aflat lângă un hoit.

### Reproducere

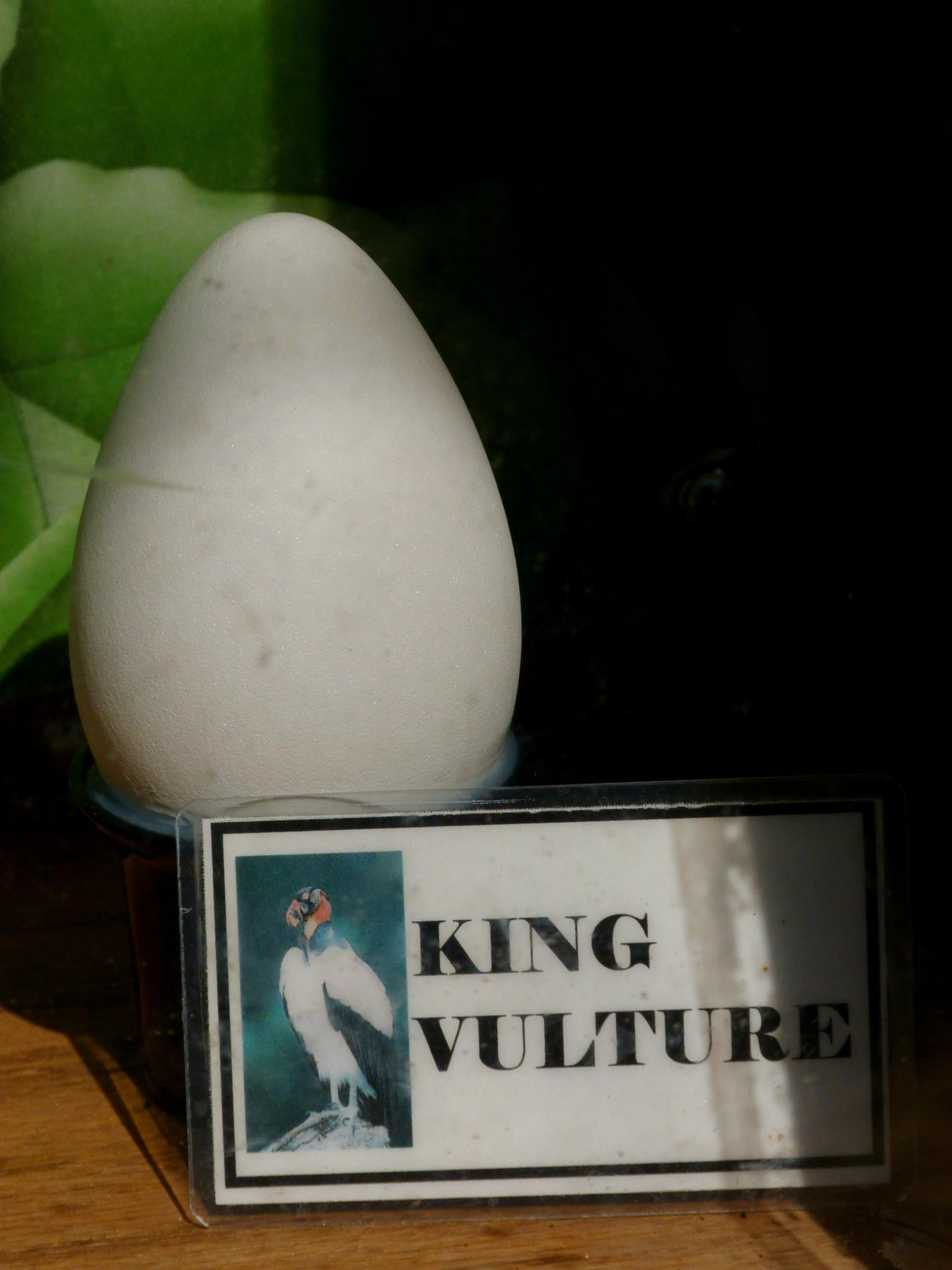
Ou expus la Grădina Zoologică Brevard

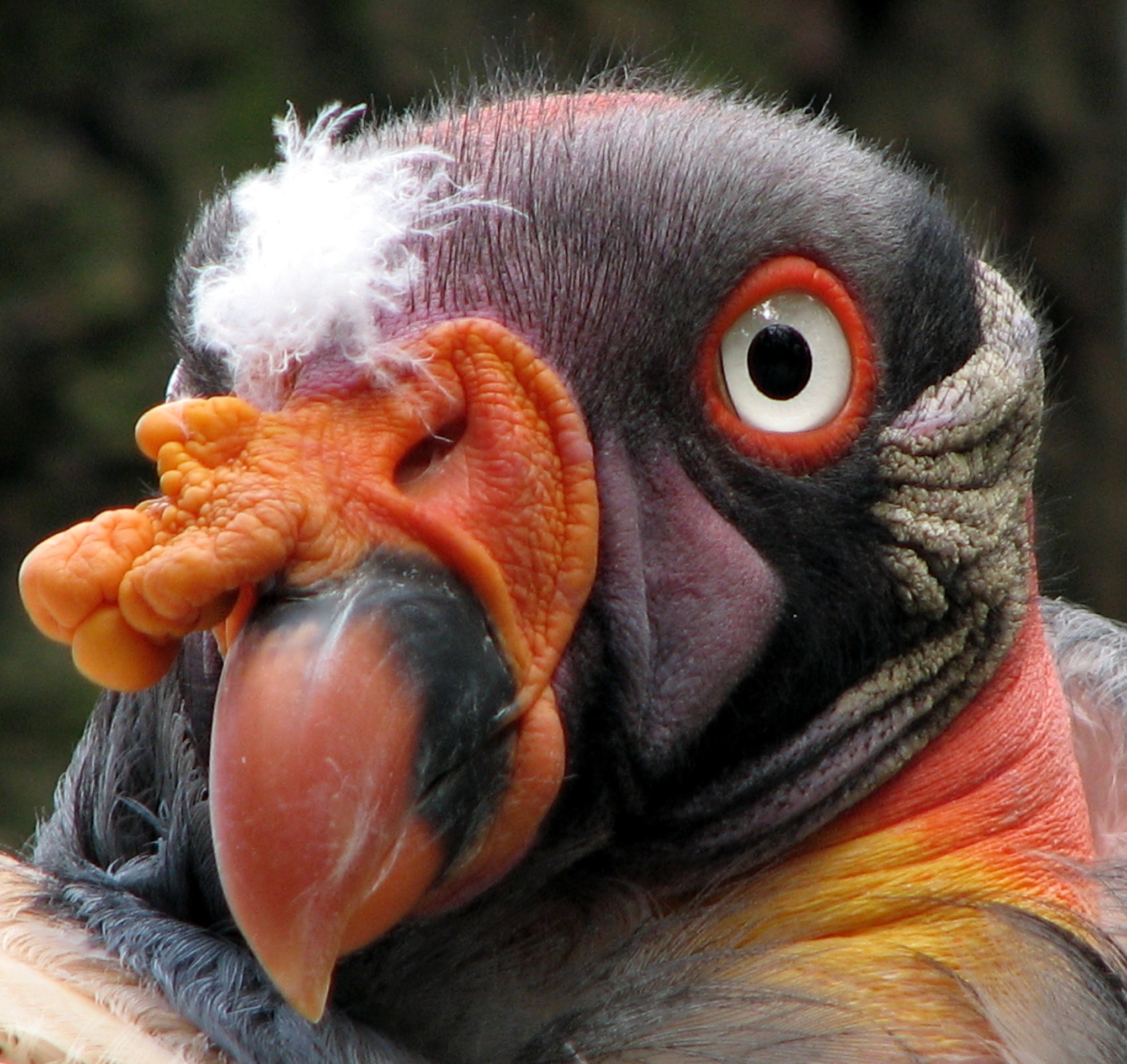
Adult la grădina zoologică din Berlin

Comportamentul reproducător al vulturului regal în sălbăticie este puțin cunoscut, iar multe cunoștințe au fost obținute din observarea păsărilor în captivitate, în special la Menajeria din Paris. Un vultur regal adult se maturizează sexual la vârsta de aproximativ patru sau cinci ani, femelele maturizându-se puțin mai devreme decât masculii. Păsările se reproduc în principal în timpul sezonului secetos. Vulturul regal se împerechează pe viață și, în general, depune un singur ou alb, fără marcaje, în cuibul său situat într-o scobitură de copac. Pentru a îndepărta potențialii prădători, vulturii își păstrează cuibul urât mirositor. Ambii părinți incubează oul timp de 52 până la 58 de zile înainte ca acesta să eclozeze. Dacă oul este pierdut, acesta va fi adesea înlocuit după aproximativ șase săptămâni.
Părinții împart sarcinile de incubare și clocire până când puiul are aproximativ o săptămână, după care adesea stau de pază în loc să clocească. Puii sunt semi-altriciali — sunt neajutorați la naștere, dar sunt acoperiți cu pene pufoase (păsările cu adevărat altriciale se nasc goale), iar ochii lor sunt deschiși la naștere. Dezvoltându-se rapid, puii sunt pe deplin alerți în a doua zi, capabili să ceară hrană și să se agite în jurul cuibului, să se aranjeze și să ciugulească în a treia zi. Al doilea strat de puf alb începe să le crească în a 10-a zi, iar în a 20-a zi se ridică pe vârfuri. De la vârsta de o lună până la trei luni, puii se plimbă și explorează împrejurimile cuibului, iar la vârsta de aproximativ trei luni zboară pentru prima dată.

## Galerie

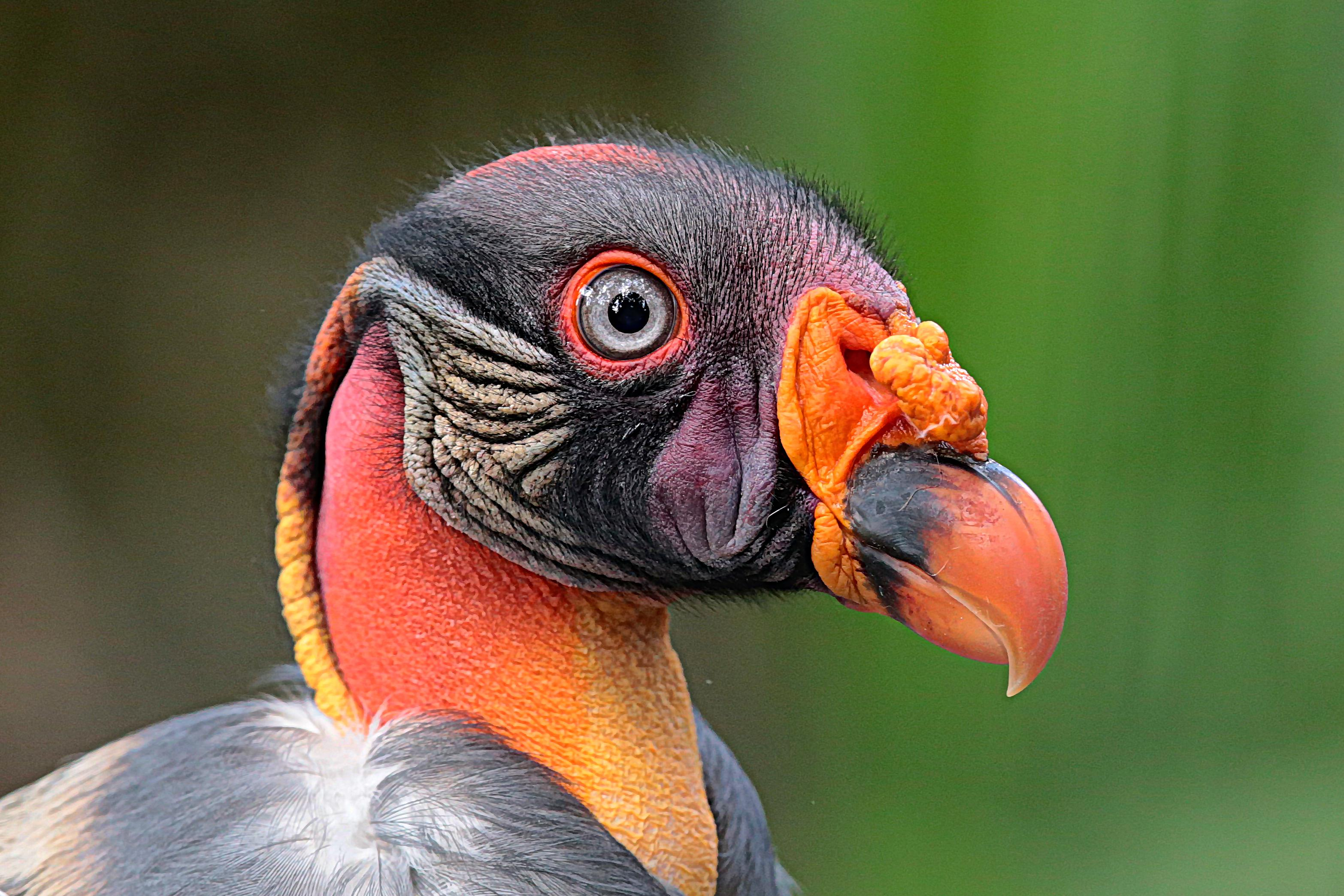
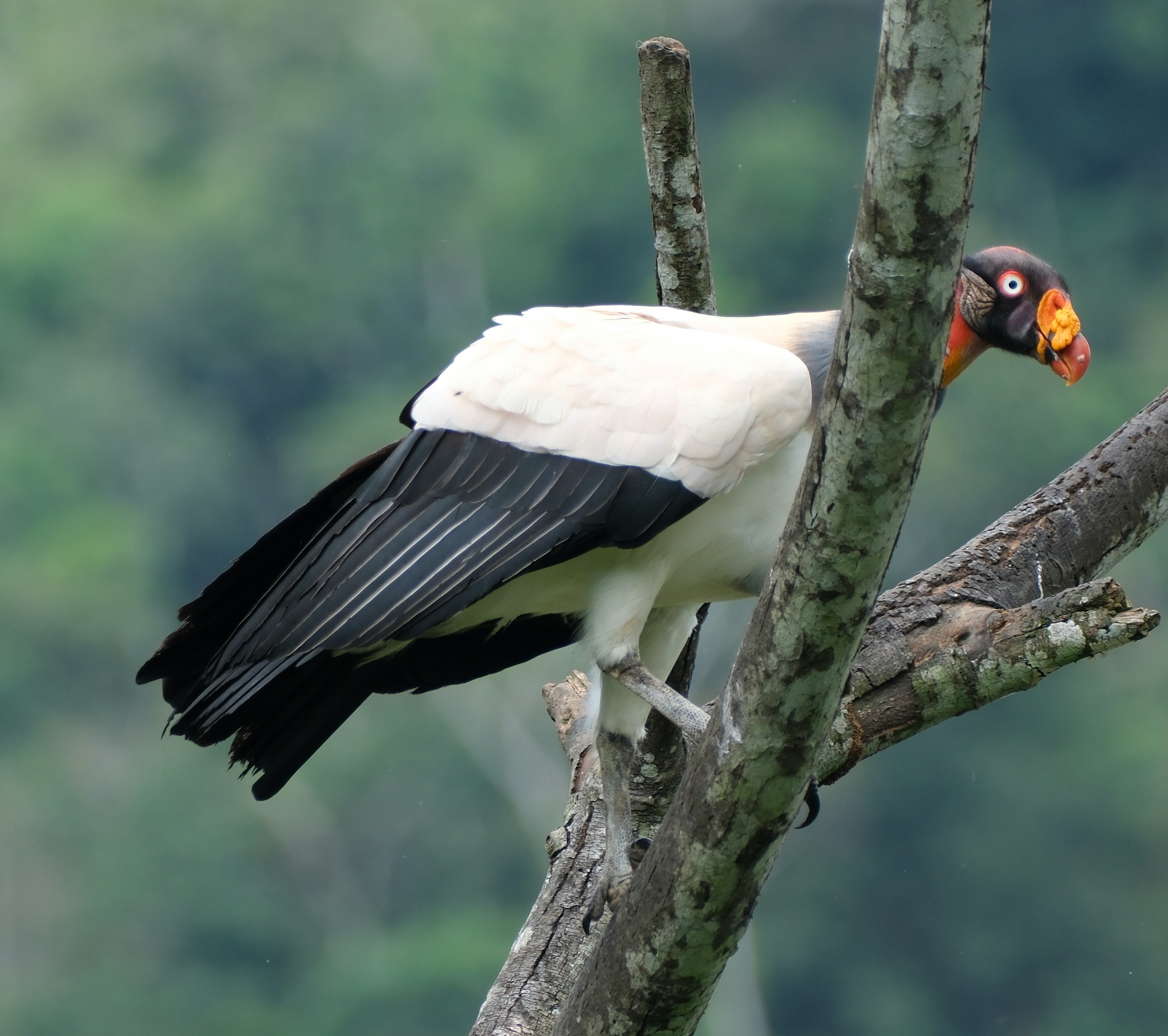
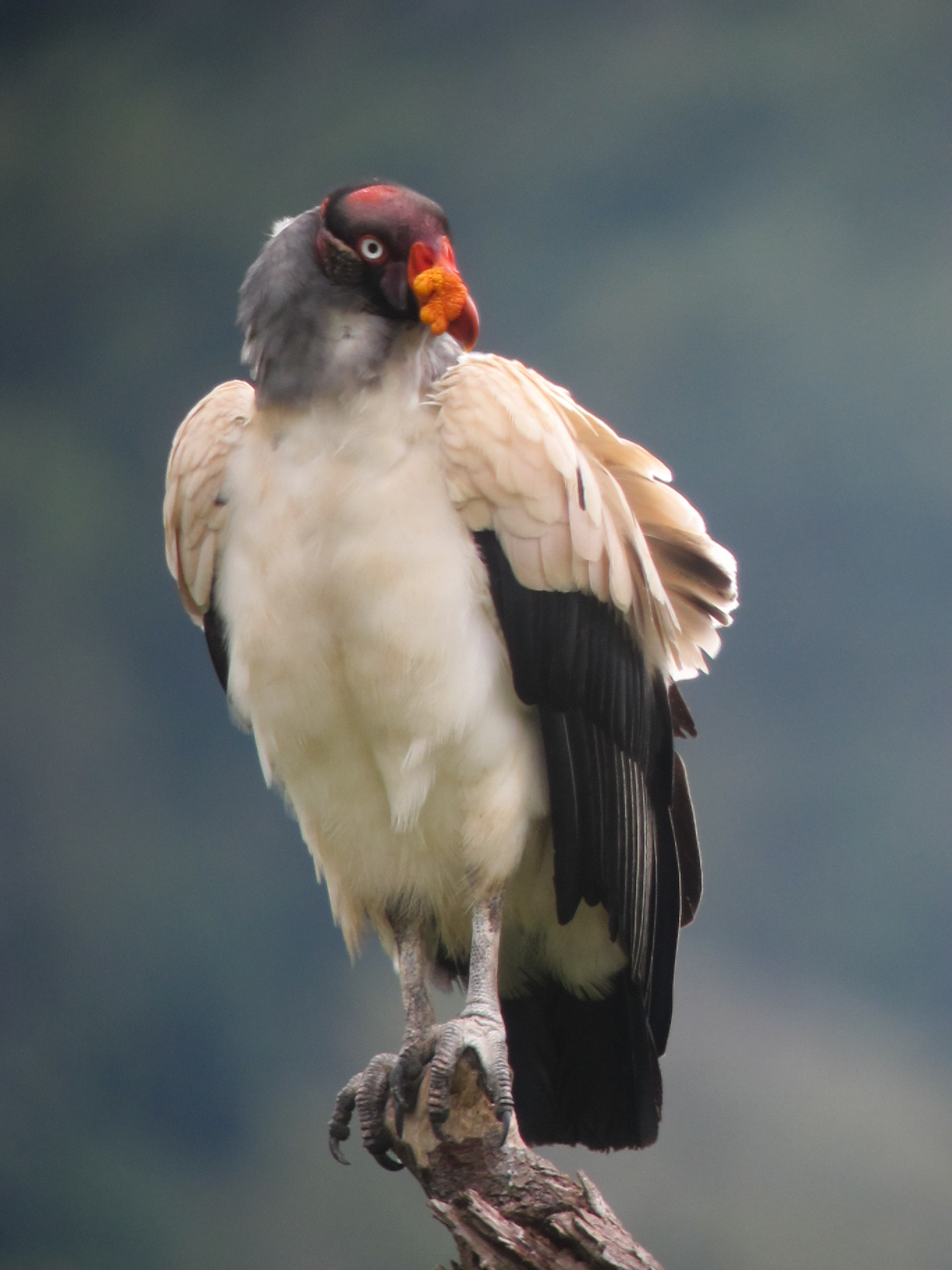
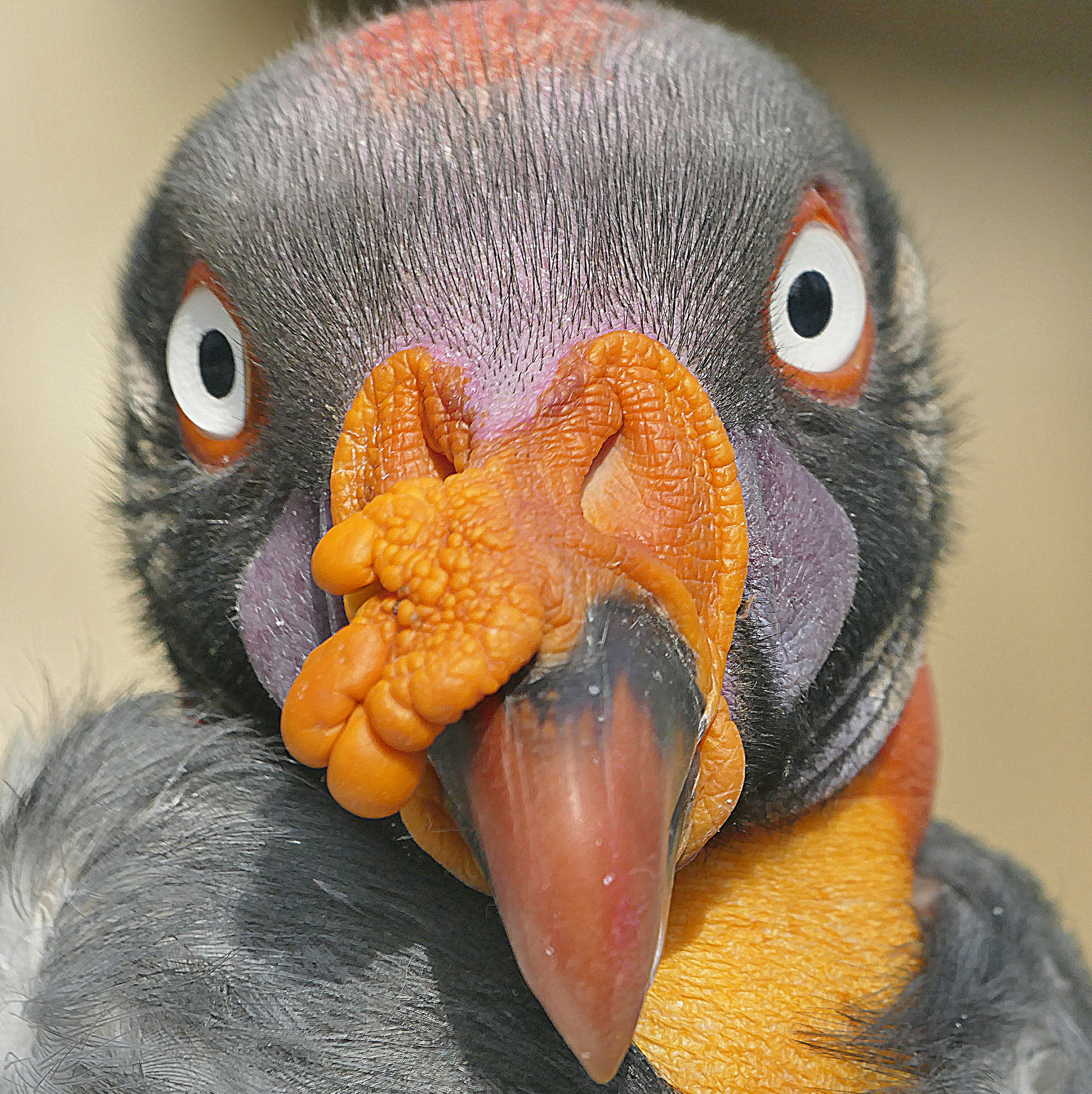